# Antifonário Ranworth

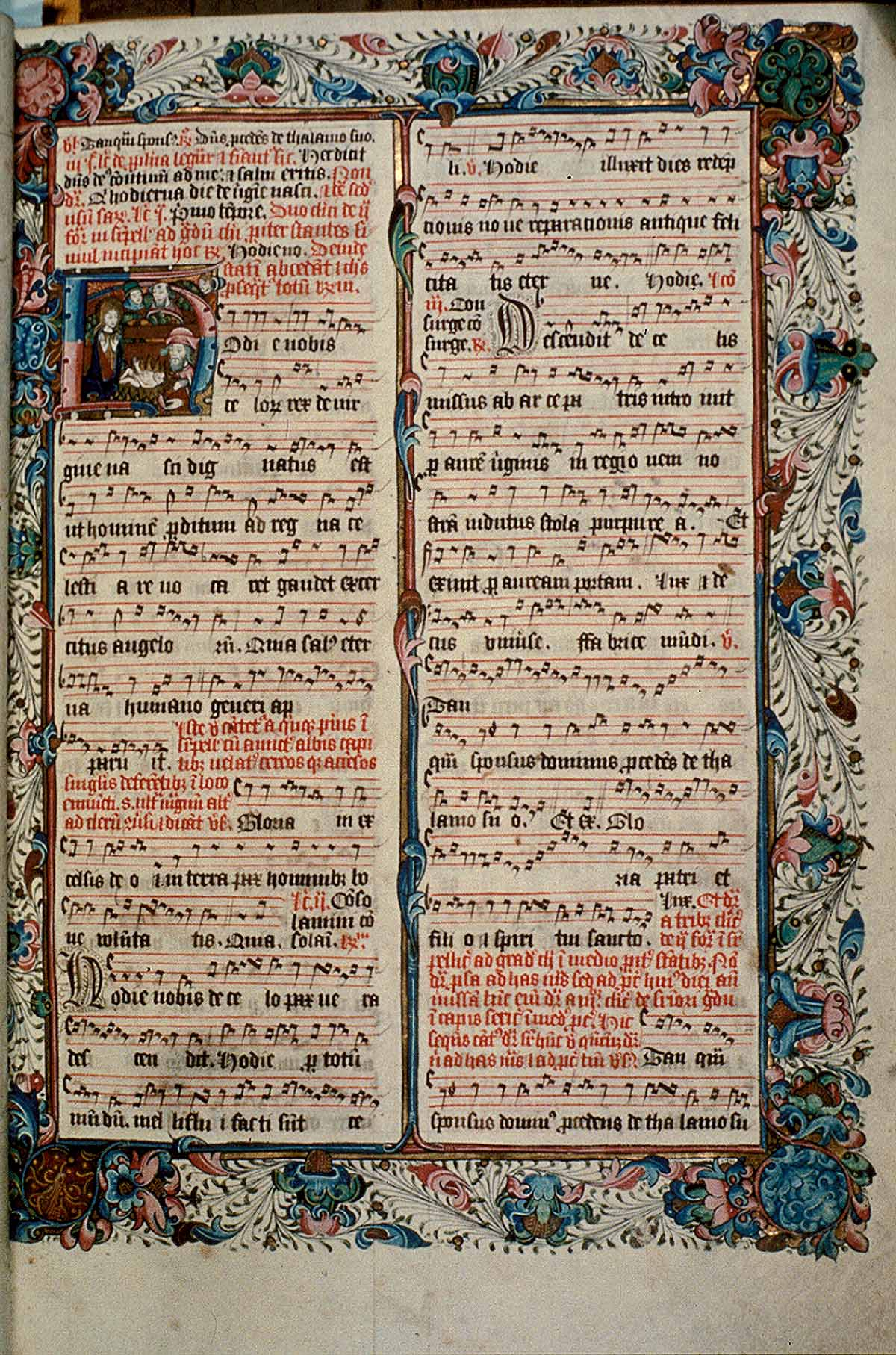
Página do Antifonário Ranworth

O Antifonário Ranworth é um manuscrito musical ricamente iluminado do século XV, depositado na paróquia de Santa Helena em Ranworth, Inglaterra. É uma das raras obras que sobreviveu à substituição dos antigos manuscritos musicais por livros e partituras impressas depois do século XVI. 
Foi doado à igreja de Santa Helena em 1478, tendo sido produzido pelos monges da Abadia de Langley. Consiste de 285 folios de música e iluminuras, com os serviços diários da liturgia latina. No reinado de Henrique VIII desapareceu, possivelmente sendo escondido para não perder-se nas destruições de acervos católicos ocorridas na época. Voltou à luz brevemente na época de Maria Tudor para novamente desaparecer até por volta de 1850, quando sua presença foi acusada na coleção de Henry Huth. Em 1912 foi posto à venda e, sendo adquirido pela paróquia, retornou à sua antiga origem. Atualmente ainda é usado para a parte musical do serviço religioso.